# Punta Romero
Punta Romero ist eine Landspitze an der Bowman-Küste des Grahamlands auf der Antarktischen Halbinsel. Sie ragt am östlichen Ende des Curran Bluff auf der Südseite der Joerg-Halbinsel in das Solberg Inlet hinein.
Argentinische Wissenschaftler benannten sie. Der Namensgeber ist nicht überliefert.